# 綜合列車測試中心
綜合列車測試中心（英語：Integrated Train Testing Centre，簡稱「ITTC」）是一個位於新加坡大士的未來鐵路試驗設施。該中心坐落於Raffles Country Club的舊址、大士車廠對面，面積達50公頃（120英畝），用以測試新加坡地鐵系統的新列車與鐵路系統。該中心參照德国、大韩民国和日本的同類鐵路試驗中心而建，並在設計與營運上融合多項環保元素。
該項目於2019年4月24日首次對外公布，並隨於2021年3月17日舉行的動土典禮而展開建造工程。該試驗設施預計於2022年2024年間分階段竣工，受新型冠狀病毒影響，第一階段的開放被推遲到2023年。當該中心全面投入服務後，將會成為全东南亚首項同類設施，相關設施包括工場、營運控制中心、行政大樓與三種用作安全測試的軌道。

## 歷史
時任新加坡交通部長许文远於2019年4月24日就綜合列車測試中心之事宜首次對外公布。許氏將該項目稱呼為一項「有意義的投資」，預期開支達數億新加坡元，並指出該中心將容許在無須停運整條地鐵線的情況下，就新鐵路系統進行「健全的」測試。此外，該等設施將在鐵路營運與維護方面，為鐵路營運人員提供更深入的專門知識。
有關綜合列車測試中心的設計與建造之190號合約於2020年4月17日批出予GS工程及建造公司（GS Engineering and Construction Corp，簡稱「GS Engineering」），合約金額為6億3950萬新加坡元（折合約4億6880萬美元）。2021年3月17日，該項目的建造工程隨動土典禮而展開。該試驗中心分兩期興建。第一期項目（包括一條高速軌道）目標於2022年完成，用以於翌年測試環線第六期的新列車。該中心預計於2024年隨另外兩條測試軌道及其他設施建成而全面竣工。

## 項目詳情
綜合列車測試中心將於Raffles Country Club的舊址興建，而有關地方此前因已取消之吉隆坡－新加坡高速铁路被收購。當該中心於2024年全面落成後，將能容許不同列車與鐵路系統的綜合測試同步進行，從而避免使用現有營運鐵路線作測試之用。有關試驗設施由韓國鐵道技術研究院負責設計，將包括一個營運控制中心、試驗設備與一個鐵路車輛工場。該中心亦會備有全長11（6.8英里）的軌道，可於不同種類的訊號系統之間交互操作，並透過第三軌及懸空接觸網兩種方式供電。這些軌道包括：
- 一條用作性能測試的環形耐力軌道（endurance track）。[11]
- 一條備有S形分支軌道的環形性能及整合軌道（performance and integration track）。[11]
- 一條有微彎及些許斜度的平直高速軌道，允許列車以高達100每小時（62英里每小時）的速度進行動態測試。[11]
- 數條用作現有列車大型翻新工程的穩定及維護軌道（stabling and maintenance track）。[5]

為達到建設局的Green Mark Platinum認證，該中心計劃採用LED照明、太陽能板及中央冷卻系統，達至高效節能。中心內的多項設施亦會以有蓋通道連接，並設有單車停泊設施，以鼓勵人們以步行及騎單車的方式穿梭中心內不同設施。

## 外部連結
- 綜合列車測試中心規畫圖 （页面存档备份，存于）

- 藝術家對綜合列車測試中心的想像效果圖 （页面存档备份，存于）